# Kigi járás
A Kigi járás (oroszul Кигинский район, baskír nyelven Ҡыйғы районы) Oroszország egyik járása a Baskír Köztársaságban, székhelye a Kigi folyó mellett fekvő Verhnyije Kigi falu.

A Kigi járás Baskírföldön

## Népesség
- 1970-ben 22 889 lakosa volt, melyből 12 591 tatár (55%), 7 656 baskír (33,5%).
- 1989-ben 18 899 lakosa volt, melyből 10 841 tatár (57,4%), 8 791 baskír (35,9%).
- 2002-ben 19 825 lakosa volt, melyből 10 306 tatár (51,98%), 8 192 baskír (41,32%), 1 029 orosz (5,19%).
- 2010-ben 19 137 lakosa volt, melyből 9 825 tatár (51,4%), 7 924 baskír (41,5%), 1 062 orosz (5,6%), 35 ukrán, 25 mari, 11 csuvas, 6 fehérorosz, 5 udmurt, 4 mordvin.

| Lakosok száma | 27 896 | 23 375 | 18 899 | 19 202 | 19 137 | 18 918 | 18 286 | 17 582 | 17 023 | 16 905 |
|               | 1939   | 1970   | 1989   | 2008   | 2010   | 2012   | 2014   | 2016   | 2018   | 2021   |